# Municipio de Ball
El municipio de Ball (en inglés: Ball Township) es un municipio ubicado en el condado de Sangamon en el estado estadounidense de Illinois. En el año 2010 tenía una población de 6701 habitantes y una densidad poblacional de 86,42 personas por km².

## Geografía
El municipio de Ball se encuentra ubicado en las coordenadas 39°39′33″N 89°38′35″O / 39.65917, -89.64306. Según la Oficina del Censo de los Estados Unidos, el municipio tiene una superficie total de 77.54 km², de la cual 77.35 km² corresponden a tierra firme y (0.24%) 0.19 km² es agua.

## Demografía
Según el censo de 2010, había 6701 personas residiendo en el municipio de Ball. La densidad de población era de 86,42 hab./km². De los 6701 habitantes, el municipio de Ball estaba compuesto por el 93.6% blancos, el 2.37% eran afroamericanos, el 0.09% eran amerindios, el 2.28% eran asiáticos, el 0.06% eran isleños del Pacífico, el 0.37% eran de otras razas y el 1.22% pertenecían a dos o más razas. Del total de la población el 1.79% eran hispanos o latinos de cualquier raza.